# Eltjo Bulthuis
Eltjo Bulthuis (Hengelo, 16 mei 1951) is een voormalig Nederlands voetbalscheidsrechter die van 1986 tot 1989 in de Eredivisie floot. In de laatste wedstrijd van Simon Tahamata voor Feyenoord gaf hij hem een rode kaart, hierdoor stond enige commotie.